# St. Gallus (Kaiseraugst)

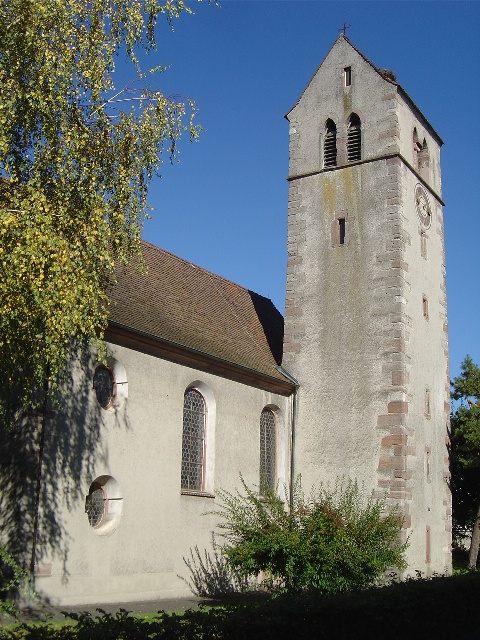
Kirche St. Gallus

Die Kirche St. Gallus ist ein nach dem heiligen Gallus benanntes christkatholisches Kirchengebäude in Kaiseraugst im Kanton Aargau (Schweiz).

## Beschreibung
Es steht auf den Fundamenten einer Kirche, die als eines der ältesten christlichen Gotteshäuser der Schweiz überhaupt gilt. Unterhalb der Kirche ist in das Ufer des Rheins ein Baptisterium aus dem 4. oder 5. Jahrhundert eingebaut. Der Kirchturm stammt aus dem 14. Jahrhundert, der barocke Innenraum wurde zwischen 1736 und 1750 völlig neu gestaltet. Um 1776 schuf der Maler Döbelin aus Rheinfelden den heutigen Hochaltar und die beiden Seitenaltäre.
Während des Kulturkampfes wechselte die Mehrheit der Bevölkerung von Kaiseraugst zur christkatholischen Konfession, weshalb die romtreuen Katholiken 1900/01 eine eigene Kirche errichteten.

## Orgel
Die Orgel wurde 1990 von dem Orgelbauer Roman Steiner (Fehren) erbaut. Das Schleifladen-Instrument hat zehn Register, davon sieben Manualregister, die teilweise in Bass- und Diskantseite geteilt sind, sowie drei Register im Pedal. Die Spiel- und Registertrakturen sind mechanisch. Die Disposition lautet:
| Manual C–g3 |                 |       |       |
| 1.          | Principal       | 8′    | B/D   |
| 2.          | Bordon          | 8′    | B/D   |
| 3.          | Octave          | 4′    | B/D   |
| 4.          | Rohrflöte       | 4′    | B/D   |
| 5.          | Sesquialtera II |       | ab c1 |
| 6.          | Octave          | 2′    |       |
| 7.          | Mixtur IV       | 1 ⁄3′ |       |

| Pedal C–f1 |           |     |
| 8.         | Subbaß    | 16′ |
| 9.         | Octavbass | 08′ |
| 10.        | Trompete  | 08′ |

- Koppel: Man/P